# Geofity ryzomowe

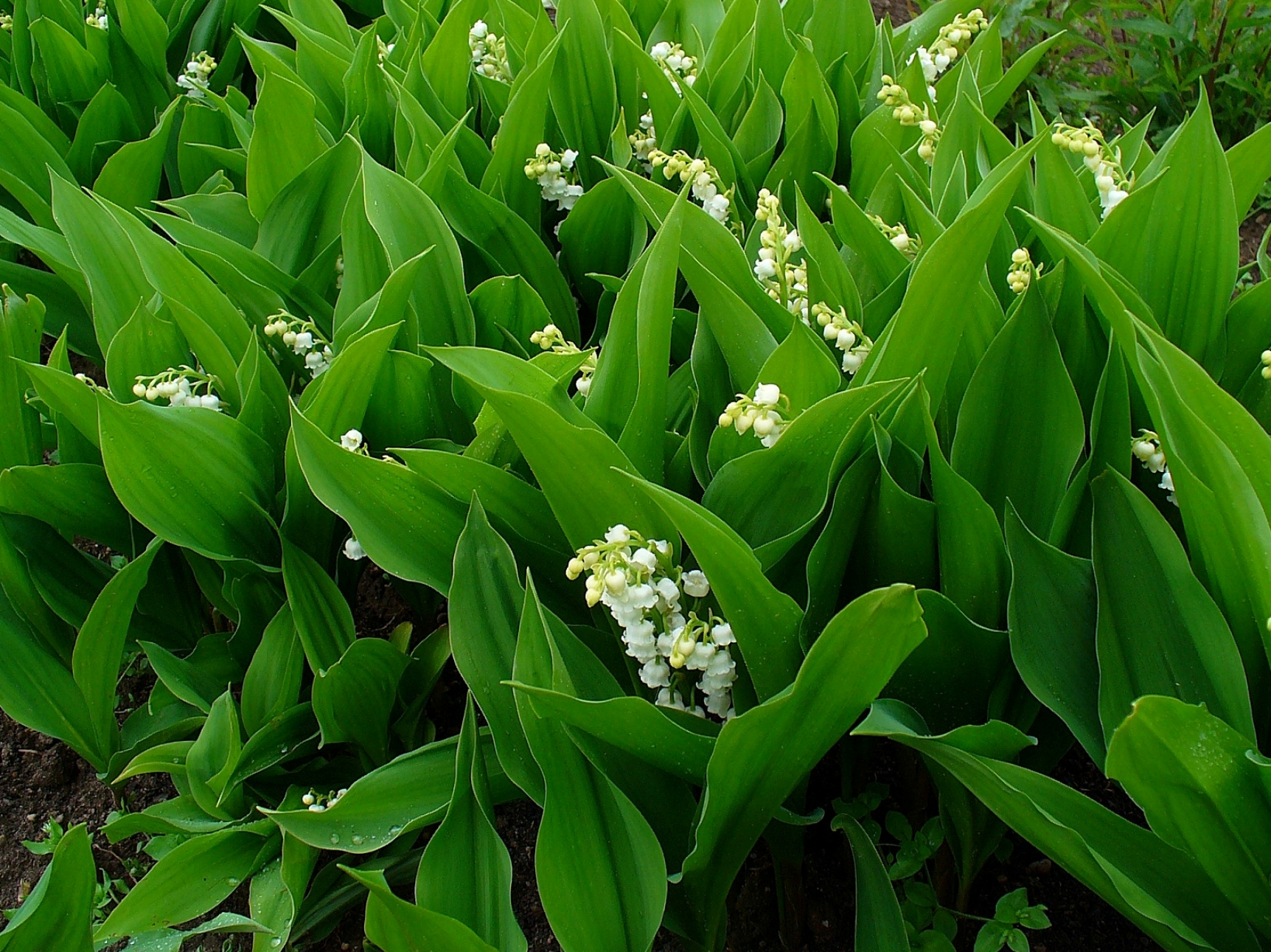
Konwalia majowa – geofit kłączowy

Geofity kłączowe, geofity ryzomowe – jedna z form życiowych roślin – geofitów obejmująca rośliny, których pączki odnawiające znajdują się na podziemnych kłączach, w nich też gromadzone są zapasy pokarmowe, niezbędne do przetrwania niesprzyjającego wegetacji roślin okresu, np. suszy lub zimy. Warstwa gleby i ściółki chroni je przed wysychaniem lub przemarznięciem. W okresie niesprzyjającym u roślin tych obumiera cały pęd nadziemny. Na wiosnę pęd odradza się z kłącza. 
Do geofitów kłączowych należy np. konwalia majowa (Convallaria majalis), perz właściwy (Agropyron repens), tatarak zwyczajny (Acorus calamus). Wiele gatunków geofitów ryzomowych, jak np. zawilec gajowy (Anemone nemorosa), ziarnopłon wiosenny (Ficaria verna) to rośliny zakwitające wczesną wiosną w żyznych lasach i zaroślach, jeszcze  przed rozwinięciem liści przez drzewa. Wykorzystując światło, którego potem zabraknie, gdy drzewa pokryją się liśćmi, rozwijają swoje kwiaty i liście, by wytworzyć nasiona i zgromadzić materiały zapasowe w podziemnych organach, zanim zostaną zacienione. 